# Le Grand-Lucé
Le Grand-Lucé is een gemeente in het Franse departement Sarthe (regio Pays de la Loire). De plaats maakt deel uit van het arrondissement La Flèche. Le Grand-Lucé telde op 1 januari 2022 1.941 inwoners.

## Geografie
De oppervlakte van Le Grand-Lucé bedroeg op 1 januari 2022 27,26 vierkante kilometer; de bevolkingsdichtheid was toen 71,2 inwoners per km².

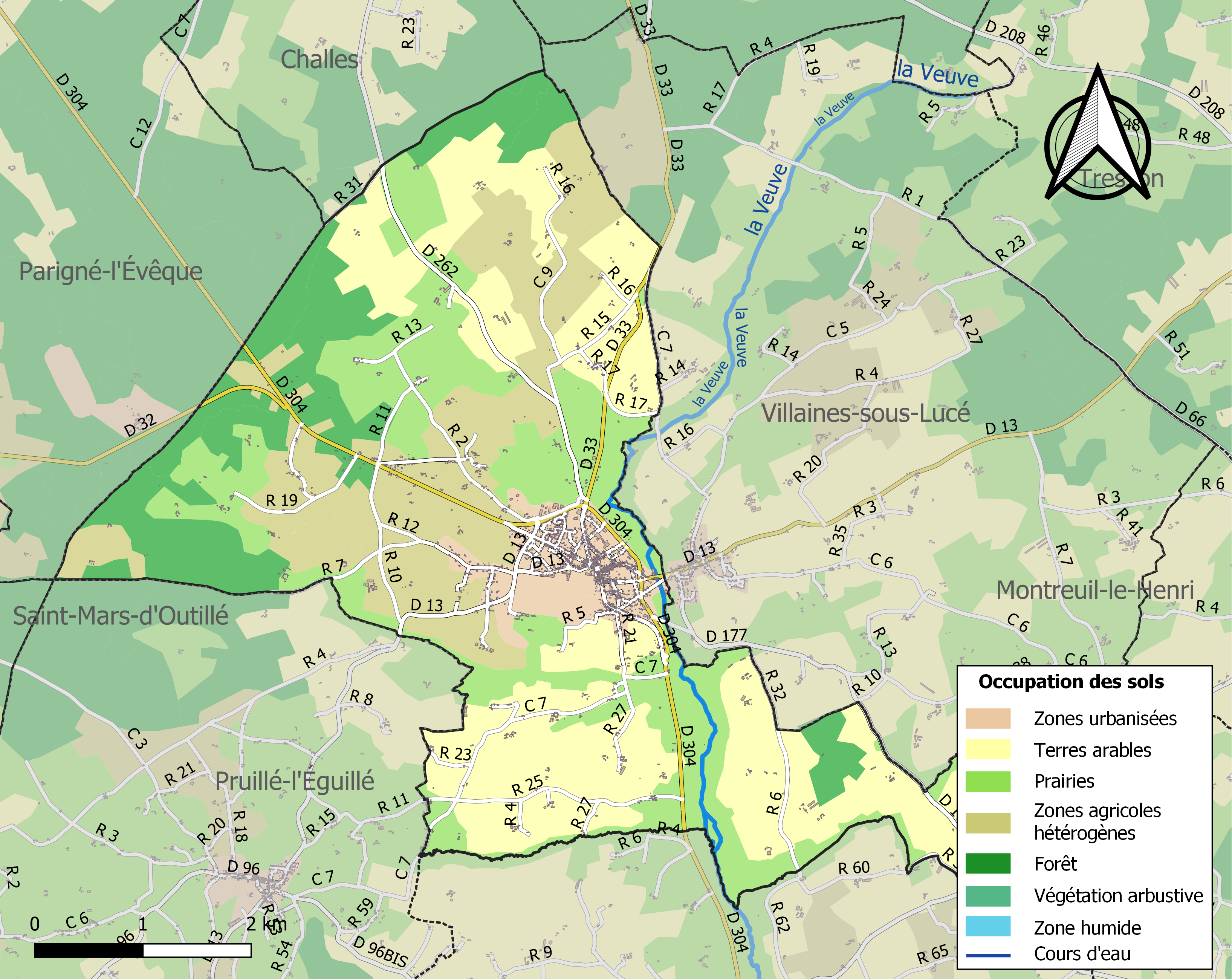
Kaart van de gemeente met de belangrijkste infrastructuur, bodemgebruik en omliggende gemeenten

## Demografie
Onderstaande figuur toont het verloop van het inwonertal (bron: INSEE-tellingen).